# Susan Park
Susan Park, född 15 mars 1985, är en amerikansk skådespelare.
Park har bland annat medverkat i TV-serierna Snowpiercer från 2020 och High Desert från 2023. Hon har även medverkat i filmen Always Be My Maybe från 2019.

## Filmografi (i urval)
- 2019: Always Be My Maybe
- 2020: Snowpiercer
- 2023: High Desert